# I’m Standing with You
I’m Standing with You ist ein Filmsong für den Film Breakthrough – Zurück ins Leben von Diane Warren. Gesungen wurde das Lied von Chrissy Metz, die auch eine Rolle in dem Film spielte. Das Lied wurde 2020 für den Oscar als bester Filmsong nominiert.

## Hintergrund
Die mit dem Schreiben eines Liedes für den Abspann beauftragte Warren sah sich den Film um den im Eis eingebrochenen John Smith, der danach ins Koma fiel, an, bevor sie am nächsten Tag das Lied schrieb. Sie fühlte sich durch eine Szene inspiriert, in der ein Prediger jeden in seiner Kirche aufforderte aufzustehen, der glaube, dass Smith zurückkommen könne. Warren favorisierte dabei ursprünglich als Interpreten einen professionellen Sänger und nicht die hauptberufliche Schauspielerin Chrissy Metz.

## Veröffentlichung
Die erste im Fernsehen übertragene Darbietung des Liedes erfolgte während der Academy of Country Music Awards 2019. Sängerin Chrissy Metz wurde hierbei begleitet von Carrie Underwood, Lauren Alaina, Maddie & Tae, sowie Mickey Guyton, die ihrerseits auch zum Soundtrack des Films beigetragen hatten. Bei der Oscarverleihung sang Metz das Lied solo.
Im Musikvideo zum Lied sang Metz unterstützt durch einen Gospelchor. Unterlegt wurde die Musik mit Aufnahmen aus dem Film. Zusammen mit dem Arrangeur Sharon Farber und dem Regisseur Gev Miron erstellte die Komponistin ein weiteres Video, in dem 170 Künstler weltweit I’m Standing with You während der COVID-19-Pandemie sangen, um Geld für den COVID-19-Fund der Weltgesundheitsorganisation zu sammeln. Nach der Veröffentlichung dieses zweiten Videos am 22. Mai 2020 spielte es innerhalb weniger Tage 5 Millionen Dollar für diesen Zweck ein.